# Тайгак (петроглифы)
Тайгак — петроглифы в одноимённом ущелье, в горах Шолак.

## Исторические события
Горная долина Тайгак протяженностью более 10 км в средней части представляет собой глубокий скалистый и труднопроходимый каньон. Высота скалистых склонов на отдельных участках достигает нескольких десятков метров. Ущелье чрезвычайно живописно и богато природными достопримечательностями, однако для долговременного обитания более благоприятными являлись верховья и низовья долины, где встречаются остатки древних и средневековых стоянок, а также наличие петроглифов, выбитые на близлежащих скалах. Небольшие скопления петроглифов имеются в нескольких пунктах в пределах каньона. К нижней части каньона известны также наскальные молитвенные надписи, выполненные тибетским письмом и относящиеся к XVII — середине XVIII в.

## Описание памятника
Петроглифы ущелья Тайгак в основном причисляются к тюркскому периоду. На скалах каньона встречаются изображения всадников со знамёнами, сцен охоты, тамги. В верхней части долины вблизи одной из стоянок, приметной руинами каменных построек, расположенных возле скалы, имеется большая композиция средневековых петроглифов: две группы людей, взявшихся за руки, исполняют коллективный танец, подобный «ялла», справа от них показана группа людей, держащих в руках музыкальные струнные инструменты, верхнюю часть панно занимают изображения скачущих верхом всадников. Описанная сцена изображает, по-видимому, какой-то ритуал средневековых тюрков, изображения музыкальных инструментов являются уникальными в наскальном искусстве Казахстана.
Тибетские надписи однообразны по содержанию, воспроизводят одну из главных буддийских мантр — шестисложное заклинание, обращенное к Будде: «ом мани падме хум». Создание надписей в устье каньона связано, вероятно, с существованием здесь монашеской обители во времена джунгарского владычества в Семиречье.

## Местонахождение объекта
Алматинская область, Кербулакский район, на территории Национального парка «Алтын-Эмель», в западной части гор Шолак.

## Сохранность памятника
Памятник находится под охраной государства, включен в Государственный список памятников истории и культуры местного значения Алматинской области 2010 г. (№ 672). Физическая охрана памятника на месте осуществляется сотрудниками Национального парка «Алтын-Эмель».